# Helena Dyrssen
Helena Maria Dyrssen, född Håstad 19 juli 1959 i Danderyds församling, Stockholms län, är en svensk politiker och tidigare överdirektör på Skatteverket. Hon är gift med advokat Gustaf Dyrssen. Tillsammans har paret två söner. Hon är dotter till matematikern Matts Håstad.
Helena Dyrssen har en jur.kand. från Stockholms universitet och arbetade i flera olika befattningar för den borgerliga regeringen 1991–1994, bland annat som statssekreterare hos Birgit Friggebo i kulturdepartementet med ansvar för kultur- och mediefrågor. Därefter har hon arbetat i näringslivet, först som informationschef på TV4 och sedan i en liknande befattning på försäkringsbolaget If. År 2005 utsågs hon till stabschef för partiledarstaben i Folkpartiet med huvuduppgift att leda samarbetet med övriga partier i Allians för Sverige inför riksdagsvalet 2006.
Dyrssen blev den 5 september 2006 tillförordnad partisekreterare för Folkpartiet sedan den tidigare partisekreteraren Johan Jakobsson tvingats avgå i samband med skandalen kring dataintrånget i socialdemokraternas intranät.
Efter regeringsskiftet 2006 blev Dyrssen statssekreterare i statsrådsberedningen med ansvar för samordningen för Folkpartiet. I januari 2013 lämnade hon detta och tillträdde posten som överdirektör på Skatteverket.

## Uppdrag Granskning
I säsong 16 avsnitt 9 tog Uppdrag Granskning upp olika fall av korruption i näringsliv och bland toppolitiker runtom i världen. Tre personer som togs upp var Frank Belfrage, Ingemar Hansson och Helena Dyrssen, som alla tre hade höga positioner under alliansregeringen 2006–2014. De två sistnämnda gick efter valförlusten över till Skatteverket, Hansson som generaldirektör och Dyrssen som överdirektör. När Uppdrag Granskning undersökte Frank Belfrages inblandning bland panamadokumenten så kontaktade Skatteverket honom för att informera om att han skulle bli granskad, och de blev anklagade för vänskapskorruption.